# 曾普爾 (明尼蘇達州)
曾普爾（英語：Zemple）是一個位於美國明尼蘇達州艾塔斯卡縣的城市。

## 人口
根據2020年美國人口普查的數據，曾普爾的面積為1.69平方千米，當中陸地面積為1.69平方千米，而水域面積為0.00平方千米。當地共有人口78人，而人口密度為每平方千米46人。